# Lista de finais masculinas em simples do tênis nos Jogos Olímpicos
Esta é a lista de finais masculinas em simples do tênis nos Jogos Olímpicos de Verão.

## Por ano

### Disputa pela medalha de ouro
| Ano       | Cidade-sede    | Medalhista de ouro                   | Medalhista de prata                  | Resultado                            |
| --------- | -------------- | ------------------------------------ | ------------------------------------ | ------------------------------------ |
| 2024      | Paris          | SRB Novak Djokovic                   | ESP Carlos Alcaraz                   | 7-63,77-62                           |
| 2020      | Tóquio         | GER Alexander Zverev                 | ROC Karen Khachanov                  | 6–3, 6–1                             |
| 2016      | Rio de Janeiro | GBR Andy Murray                      | ARG Juan Martín del Potro            | 7–5, 4–6, 6–2, 7–5                   |
| 2012      | Londres        | GBR Andy Murray                      | SUI Roger Federer                    | 6–2, 6–1, 6–4                        |
| 2008      | Pequim         | ESP Rafael Nadal                     | CHL Fernando González                | 6–3, 7–62, 6–3                       |
| 2004      | Atenas         | CHL Nicolás Massú                    | USA Mardy Fish                       | 6–3, 3–6, 2–6, 6–3, 6–4              |
| 2000      | Sydney         | RUS Yevgeny Kafelnikov               | GER Tommy Haas                       | 7–64, 3–6, 6–2, 4–6, 6–3             |
| 1996      | Atlanta        | USA Andre Agassi                     | ESP Sergi Bruguera                   | 6–2, 6–3, 6–1                        |
| 1992      | Barcelona      | SUI Marc Rosset                      | ESP Jordi Arrese                     | 7–62, 6–4, 3–6, 4–6, 8–6             |
| 1988      | Seul           | TCH Miloslav Mečíř                   | USA Tim Mayotte                      | 3–6, 6–2, 6–4, 6–2                   |
| 1984–1928 | 1984–1928      | não incluído na programação olímpica | não incluído na programação olímpica | não incluído na programação olímpica |
| 1924      | Paris          | USA Vincent Richards                 | FRA Henri Cochet                     | 6–4, 6–4, 5–7, 4–6, 6–2              |
| 1920      | Antuérpia      | RSA Louis Raymond                    | JPN Ichiya Kumagae                   | 5–7, 6–4, 7–5, 6–4                   |
| 1912      | Estocolmo      | RSA Charles Winslow                  | RSA Harold Kitson                    | 7–5, 4–6, 10–8, 8–6                  |
| 1908      | Londres        | GBR Josiah Ritchie                   | GER Otto Froitzheim                  | 7–5, 6–3, 6–4                        |
| 1904      | St. Louis      | USA Beals Wright                     | USA Robert LeRoy                     | 6–3, 6–4                             |
| 1900      | Paris          | GBR Laurence Doherty                 | GBR Harold Mahony                    | 6–4, 6–2, 6–3                        |
| 1896      | Atenas         | GBR John Pius Boland                 | GRE Dionysios Kasdaglis              | 6–3, 6–1                             |

### Disputa pela medalha de bronze
| Ano       | Cidade-sede | Medalhistas de bronze                                               | Quarto lugar                                                        | Resultado                                                           |
| --------- | ----------- | ------------------------------------------------------------------- | ------------------------------------------------------------------- | ------------------------------------------------------------------- |
| 2024      | Paris       | ITA Lorenzo Musseti                                                 | CAN Felix Auger-Aliassime                                           | 6-4,1-6,6-3                                                         |
| 2020      | Tóquio      | ESP Pablo Carreño Busta                                             | SRB Novak Djokovic                                                  | 6–4, 78–6⁶, 6–3                                                     |
| 2008      | Pequim      | SRB Novak Djokovic                                                  | USA James Blake                                                     | 6–3, 7–64                                                           |
| 2004      | Atenas      | CHL Fernando González                                               | USA Taylor Dent                                                     | 6–4, 2–6, 16–14                                                     |
| 2000      | Sydney      | FRA Arnaud Di Pasquale                                              | SUI Roger Federer                                                   | 7–65, 76–7, 6–3                                                     |
| 1996      | Atlanta     | IND Leander Paes                                                    | BRA Fernando Meligeni                                               | 3–6, 6–2, 6–4                                                       |
| 1992      | Barcelona   | não houve final: os perdedores das semifinais conquistaram o bronze | não houve final: os perdedores das semifinais conquistaram o bronze | não houve final: os perdedores das semifinais conquistaram o bronze |
| 1988      | Seul        | não houve final: os perdedores das semifinais conquistaram o bronze | não houve final: os perdedores das semifinais conquistaram o bronze | não houve final: os perdedores das semifinais conquistaram o bronze |
| 1984–1928 | 1984–1928   | não incluído na programação olímpica                                | não incluído na programação olímpica                                | não incluído na programação olímpica                                |
| 1924      | Paris       | ITA Umberto De Morpurgo                                             | FRA Jean Borotra                                                    | 1–6, 6–1, 8–6, 4–6, 7–5                                             |
| 1920      | Antuérpia   | RSA Charles Winslow                                                 | GBR Oswald Turnbull                                                 | w.o.                                                                |
| 1912      | Estocolmo   | GER Oscar Kreuzer                                                   | BOH Ladislav Žemla                                                  | 6–2, 3–6, 6–3, 6–1                                                  |
| 1908      | Londres     | GBR Wilberforce Eaves                                               | RSA John Richardson                                                 | 6–2, 6–3, 6–3                                                       |
| 1904      | St. Louis   | não houve final: os perdedores das semifinais conquistaram o bronze | não houve final: os perdedores das semifinais conquistaram o bronze | não houve final: os perdedores das semifinais conquistaram o bronze |
| 1900      | Paris       | não houve final: os perdedores das semifinais conquistaram o bronze | não houve final: os perdedores das semifinais conquistaram o bronze | não houve final: os perdedores das semifinais conquistaram o bronze |
| 1896      | Atenas      | não houve final: os perdedores das semifinais conquistaram o bronze | não houve final: os perdedores das semifinais conquistaram o bronze | não houve final: os perdedores das semifinais conquistaram o bronze |

## Estatísticas

### Medalhas por país
| Ordem | País                 | Medalha de ouro | Medalha de prata | Medalha de bronze |   |
| ----- | -------------------- | --------------- | ---------------- | ----------------- | - |
| 1     | GBR Grã-Bretanha     | 5               | 1                | 3                 | 9 |
| 2     | USA Estados Unidos   | 3               | 3                | 3                 | 9 |
| 3     | RSA África do Sul    | 2               | 1                | 1                 | 4 |
| 4     | ESP Espanha          | 1               | 2                | 1                 | 4 |
| 5     | CHL Chile            | 1               | 1                | 1                 | 3 |
| 6     | RUS Rússia           | 1               | 1                |                   | 2 |
|       | SUI Suíça            | 1               | 1                |                   | 2 |
| 8     | SRB Sérvia           | 1               |                  | 1                 | 2 |
| 9     | GER Alemanha         | 1               |                  |                   | 1 |
|       | CZE Chéquia          | 1               |                  |                   | 1 |
| 11    | GER Alemanha         |                 | 2                | 1                 | 3 |
| 12    | ARG Argentina        |                 | 1                | 1                 | 2 |
|       | FRA França           |                 | 1                | 1                 | 2 |
|       | GRE Grécia           |                 | 1                | 1                 | 2 |
|       | JPN Japão            |                 | 1                | 1                 | 2 |
| 16    | CRO Croácia          |                 |                  | 1                 | 1 |
|       | EUN Equipa Unificada |                 |                  | 1                 | 1 |
|       | HUN Hungria          |                 |                  | 1                 | 1 |
|       | IND Índia            |                 |                  | 1                 | 1 |
|       | ITA Itália           |                 |                  | 1                 | 1 |
|       | SWE Suécia           |                 |                  | 1                 | 1 |

Obs: A Checoslováquia está incluída em República Checa.

### Múltiplos medalhistas
| Ordem | País                      |   |   |   |   |
| ----- | ------------------------- | - | - | - | - |
| 1     | GBR Andy Murray           | 2 | 0 | 0 | 2 |
| 2     | SRB Novak Djokovic        | 1 | 0 | 1 | 2 |
| 3     | ARG Juan Martín del Potro | 0 | 1 | 1 | 2 |
|       | CHL Fernando González     | 0 | 1 | 1 | 2 |